# 2013年至2014年圣安东尼奥马刺赛季
2013–14 圣安东尼奥马刺赛季為馬刺队加盟NBA的第三十八個賽季，在圣安东尼奥的第四十一個賽季，也是經營第四十七個賽季。